# Ковалёв, Валентин Алексеевич
Валенти́н Алексе́евич Ковалёв (10 января 1944 года, Днепропетровск, УССР, СССР) — российский государственный деятель, министр юстиции Российской Федерации (1995—1997). Получил известность после коррупционного скандала и публикации видеозаписи с компроматом на него. Суд приговорил Ковалева к условному сроку за хищение 9 миллиардов неденоминированных рублей из созданной им благотворительной организации «Фонд общественной защиты гражданских прав».

## Биография
Родился 10 января 1944 года в Днепропетровске.

## Образование и трудовая деятельность
Окончил юридический факультет МГУ, Высшую школу государственного управления им. Д. Ф. Кеннеди Гарвардского университета (США), доктор юридических наук, профессор.
Работал на металлургическом комбинате и в конструкторском бюро ракетно-космической техники.
В 1975 году защитил кандидатскую диссертацию «Английская система судебных доказательств». С 1976 по 1986 год преподавал и занимался научной работой в Академии МВД СССР. В 1986 году защитил докторскую диссертацию «Кризис законности в современном буржуазном уголовном процессе». С 1986 по 1993 год — профессор Высшей юридической школы и Юридического института МВД СССР/России. С 1992 по 1993 год — генеральный директор Юридического центра Фонда национальной и международной безопасности.

## Политическая деятельность
В декабре 1993 года был избран депутатом Государственной Думы первого созыва по списку КПРФ, с января 1994 года по январь 1995 года являлся одним из четырёх заместителей председателя Государственной Думы, с декабря 1994 года возглавлял штаб Государственной думы по ситуации, связанной с вооружённым конфликтом в Чеченской Республике, был членом Наблюдательной комиссии по организации переговорного процесса с Чеченской республикой и председателем объединённой трёхсторонней комиссии по правам человека в Чечне.
5 января 1995 года был назначен министром юстиции РФ. 10 января 1995 года исключён из фракции КПРФ в Государственной Думе за вхождение в правительство без согласования с фракцией.
2 июля 1997 года был освобождён от должности министра после показа в СМИ компрометирующих материалов. Ранее в газете «Совершенно секретно» вышла статья Ларисы Кислинской «А министр-то голый». В статье говорилось, что в сейфе банкира Аркадия Ангелевича, арестованного 17 апреля, была обнаружена видеокассета, на которой Ковалёв заснят с тремя проститутками в сауне «солнцевской» ОПГ (девушки были оплачены этой же ОПГ)). Запись была датирована 13 сентября 1995 года, кроме Ковалёва в ней фигурировал близкий деятель Андрей Максимов. Затем кадры были продемонстрированы по телевидению.

## Уголовное дело Ковалёва
В феврале 1999 года был арестован по обвинению в присвоении финансовых средств общественного фонда при Минюсте России в бытность министром, а также в незаконном хранении оружия и боеприпасов. В августе 2000 года Генеральная прокуратура Российской Федерации утвердила обвинительное заключение и направила в суд уголовное дело по обвинению Ковалёва в получении взяток и присвоении денежных средств.
Как говорилось в материалах Следственного комитета при МВД России, из созданного Ковалёвым в 1994 году «Фонда общественной защиты гражданских прав» было похищено более 1 млрд неденоминированных рублей, из которых более 740 млн были перечислены на его личные счета. Кроме того, «материалами уголовного дела установлено, что Ковалёв, занимая в 1995—1997 годах пост министра юстиции, неоднократно получал в крупных размерах взятки как деньгами, так и квартирами и земельными участками».
3 октября 2001 года решением Московского городского суда был приговорён к 9 годам лишения свободы условно с испытательным сроком 5 лет. Ковалёв и Андрей Максимов были признаны виновными в хищении вверенного имущества и неоднократном получении взяток в крупном размере.
Также в соответствии с приговором суда В. А. Ковалёв был лишён ранее присвоенных ему классного чина государственного советника юстиции Российской Федерации и почётного звания «Заслуженный юрист Российской Федерации».

## Книга
В 2002 году была выпущена книга авторства Валентина Ковалева «Версия министра юстиции» (ISBN 5-88093-108-0), которая представляет собой мемуары и содержит помимо прочего описание условий содержания в следственном изоляторе.

### Валентин Ковалёв в «Матросской тишине»
Ковалёв находился в 9-м корпусе «Матросской тишины», где обслуживающий персонал был кадровыми военными. Ковалёв сильно возмущался тем, что ему приходится находиться в тюрьме, несмотря на свой министерский пост в прошлом, однако это не вызвало крупных конфликтов.

### История с «ресничками» на окнах камеры
До 2003 года на окнах (помимо решёток) были дополнительно наварены так называемые «реснички» — железные «жалюзи» снаружи окна. Они позволяли подследственным смотреть в окно только вниз и затрудняли межкамерную связь. Позже их запретили в связи с практикой ЕСПЧ и деятельностью правозащитников.
«Реснички» крайне возмутили бывшего министра юстиции Валентина Ковалёва, лишившегося должности и по подозрению в расхищении средств созданного им же «Фонда общественной защиты гражданских прав» оказавшегося в «Матросской Тишине». Ковалёв очень громко возмущался, что «реснички» на окнах недопустимы, так как ограничивают доступ в камеру солнечного света и свежего воздуха. Бывшему министру предоставили подтверждающий законность «ресничек» документ — подписанное им же ведомственное распоряжение.
«Как Ковалёва не хватил удар — остаётся загадкой, но геморрой у него после этого страшно обострился. Что ж, в „системе“ и не такое бывает».

## Звания
- Полковник внутренней службы
- Академик Международной Славянской Академии; вице-президент международной организации «Парламентская ассамблея Черноморского экономического сотрудничества»